# 北野駅 (東京都)
北野駅（きたのえき）は、東京都八王子市打越町にある、京王電鉄の駅である。京王西管区所属。駅番号はKO33。
京王線と高尾線の分岐駅である。

## 歴史

### 年表
- 1925年（大正14年）3月24日：玉南電気鉄道の駅として開設。
- 1926年（大正15年）12月1日：合併に伴い、京王電気軌道（現・京王電鉄）の駅となる。
- 1931年（昭和06年）3月20日：御陵線当駅 - 多摩御陵前駅間開通[2]。
- 1944年（昭和19年）5月31日：陸上交通事業調整法に伴う戦時合併に伴い、東京急行電鉄（大東急）の駅となる。
- 1945年（昭和20年）1月21日：御陵線休止[2]。
- 1948年（昭和23年）6月1日：東急から京王帝都電鉄が分離独立、同社の駅となる。
- 1967年（昭和42年）10月1日：御陵線の一部を改修し、高尾線北野 - 高尾山口間開通[2]。
- 1983年（昭和58年）：国道16号八王子バイパス建設計画に伴い、高架化工事開始[3]。
- 1989年（平成元年）9月30日：当駅 - 長沼駅間下り線高架化[4]。
- 1990年（平成02年）10月27日：高架駅化[5]。下り線（1・2番線）のみ開通で、駅構内は単線となる。
- 1992年（平成04年）2月29日：上り線（3・4番線）ホーム完成、複線化[6]。
- 2001年（平成13年）3月27日：ダイヤ改正に伴い、準特急新設、停車駅となる[7][8]。
- 2008年（平成20年）12月4日：高架下商業施設「京王リトナード北野」オープン[9]。
- 2013年（平成25年）2月22日：ダイヤ改定に伴い、全列車停車開始[10][11]。
- 2018年（平成30年）2月22日：ダイヤ改正に伴い、下り京王ライナー新設、停車駅となる[12]。当駅からは座席指定券なしで乗車可能。
- 2019年（平成31年）2月22日：ダイヤ改正により上り京王ライナーが新設され、停車駅となる[13]。上りでは座席指定券が必要となる（下りは引続き座席指定券不要）。

### 駅名の由来
近隣の地名から。地名の由来は「北野天満社」があることによる。

## 駅構造
島式ホーム2面4線を有する高架駅。ホームは3階、改札口および駅事務室は2階にある。京王線と高尾線は当駅の西側で平面交差により分岐しており、高尾線からの到着（折り返し列車を除く）と京王八王子行の出発を同時に行うことはできない。
高尾線下り列車は、全日早朝の一本及び21時以降の夜間帯の約半数が高尾行となっている以外は基本高尾山口行である。高尾線内には待避駅がないため、当駅を発車した高尾山口行の列車は列車種別に関係なくそのまま高尾山口駅まで先に到着する。多くの列車が新宿 - 京王八王子・高尾山口間を直通して運転しているが、車庫のある高幡不動始発・終着の列車も比較的多い。高尾線内の区間列車は早朝の数本と21時台以降にある。また、当駅には引き上げ線がないため、京王八王子始発の折り返し列車は、3番線、または4番線に入線し客扱い終了後、上り本線上まで入換し、長沼駅寄りに設置されている片渡り線を用いて下り線へ転線し、京王八王子行または高尾山口行となる（高尾線からの折り返し列車は直接1番線に入線する）。
かつて平日日中に京王八王子発着の特急（当駅は通過）が運転されていた時期は、高尾山口発着の各停と接続するために当駅 - 京王八王子間の区間列車が多数設定されていた。
バリアフリー対応昇降設備として、ホームと改札階を連絡するエスカレーター・エレベーターと、改札階と地上部を連絡するエスカレーター・エレベーターが設置されている。トイレは2階改札内にあり、ユニバーサルデザインの一環として「だれでもトイレ」を併設している。2008年春に改修工事が行われた。 
2026年度にホームドアの設置が予定されている。 

### のりば
| 番線 | 路線   | 方向 | 行先           |
| ---- | ------ | ---- | -------------- |
| 1・2 | 高尾線 | 下り | 高尾山口方面   |
| 1・2 | 京王線 | 下り | 京王八王子方面 |
| 3・4 | 京王線 | 上り | 新宿方面       |

- 平日朝ラッシュ時など一部列車を除き、特急・急行・快速・各停の緩急接続が終日に亘り行われている。
- 下り線は一部列車を除き、高尾山口行と京王八王子行の相互接続が図られている（先着列車が後続列車を待ち合わせる）。主に1番線は高尾山口行の列車に、2番線は京王八王子行の列車に使用されている。これにより、双方の同時発車が可能である。但し、土休日に設定されていた都営新宿線からの急行高尾山口行は2番線から発車する。
- 上り線は配線上3・4番線への同時到着は出来ない。緩急接続では始発駅や入線順序に関係無く、3番線が京王ライナー・特急・急行・区間急行に、4番線が快速・各停に使用されている。なお、当駅止まりはどちらにも使われる。
- 10両編成1本の夜間滞泊が設定されている（深夜に京王八王子駅より回送、翌朝の北野始発各停京王線新宿行に使用される）。

| 運転番線 | 営業番線 | ホーム | 高幡不動・新宿方面着発 | 京王八王子方面着発 | 高尾山口方面着発 | 備考       |
| -------- | -------- | ------ | ---------------------- | ------------------ | ---------------- | ---------- |
| 1        | 1        | 10両分 | 到着・出発可           | 出発可             | 到着・出発可     | 下り副本線 |
| 2        | 2        | 10両分 | 到着・出発可           | 出発可             | 出発可           | 下り主本線 |
| 3        | 3        | 10両分 | 出発可                 | 到着可             | 到着可           | 上り主本線 |
| 4        | 4        | 10両分 | 出発可                 | 到着可             | 到着可           | 上り副本線 |

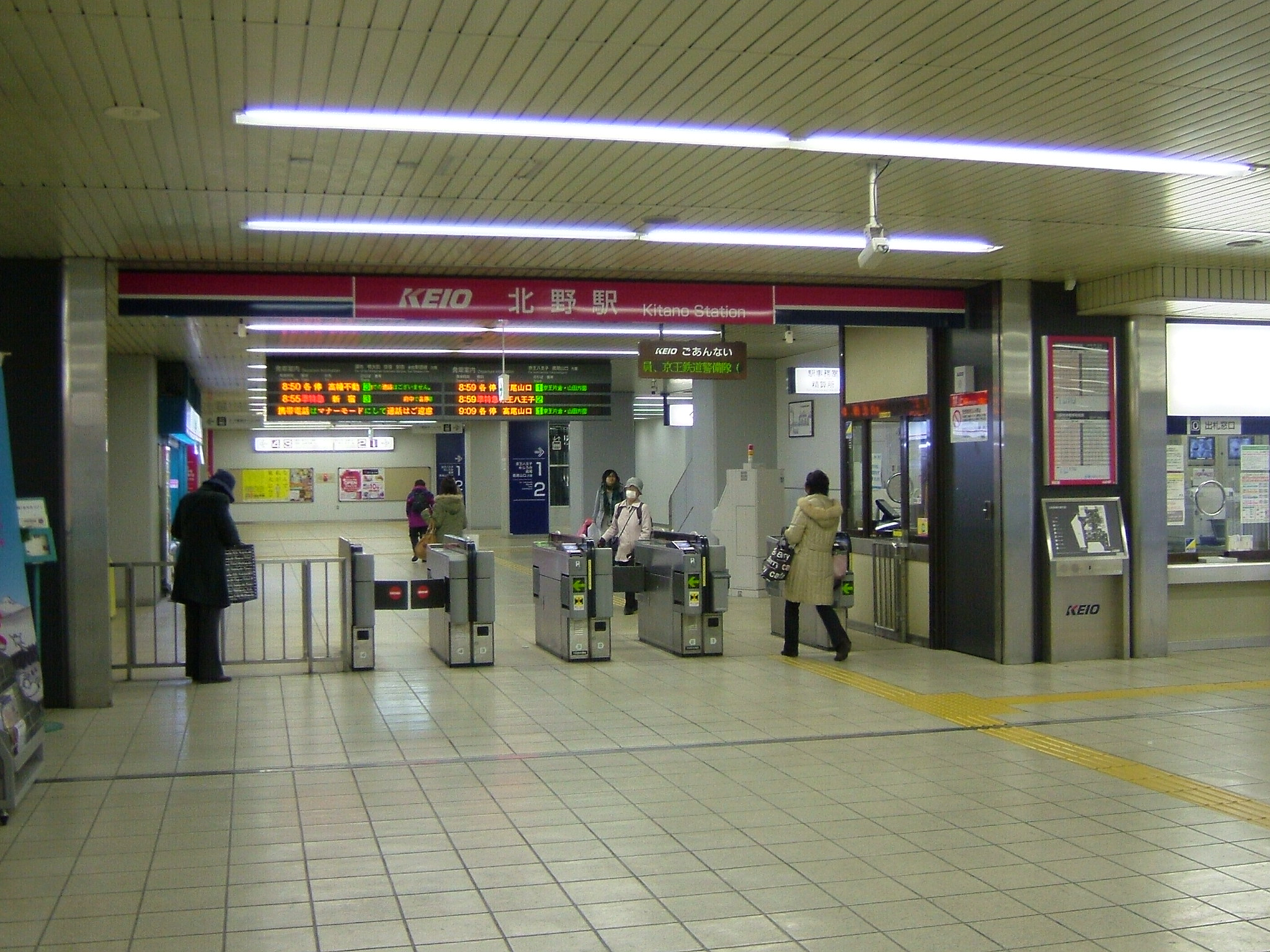
改札口（2009年3月）
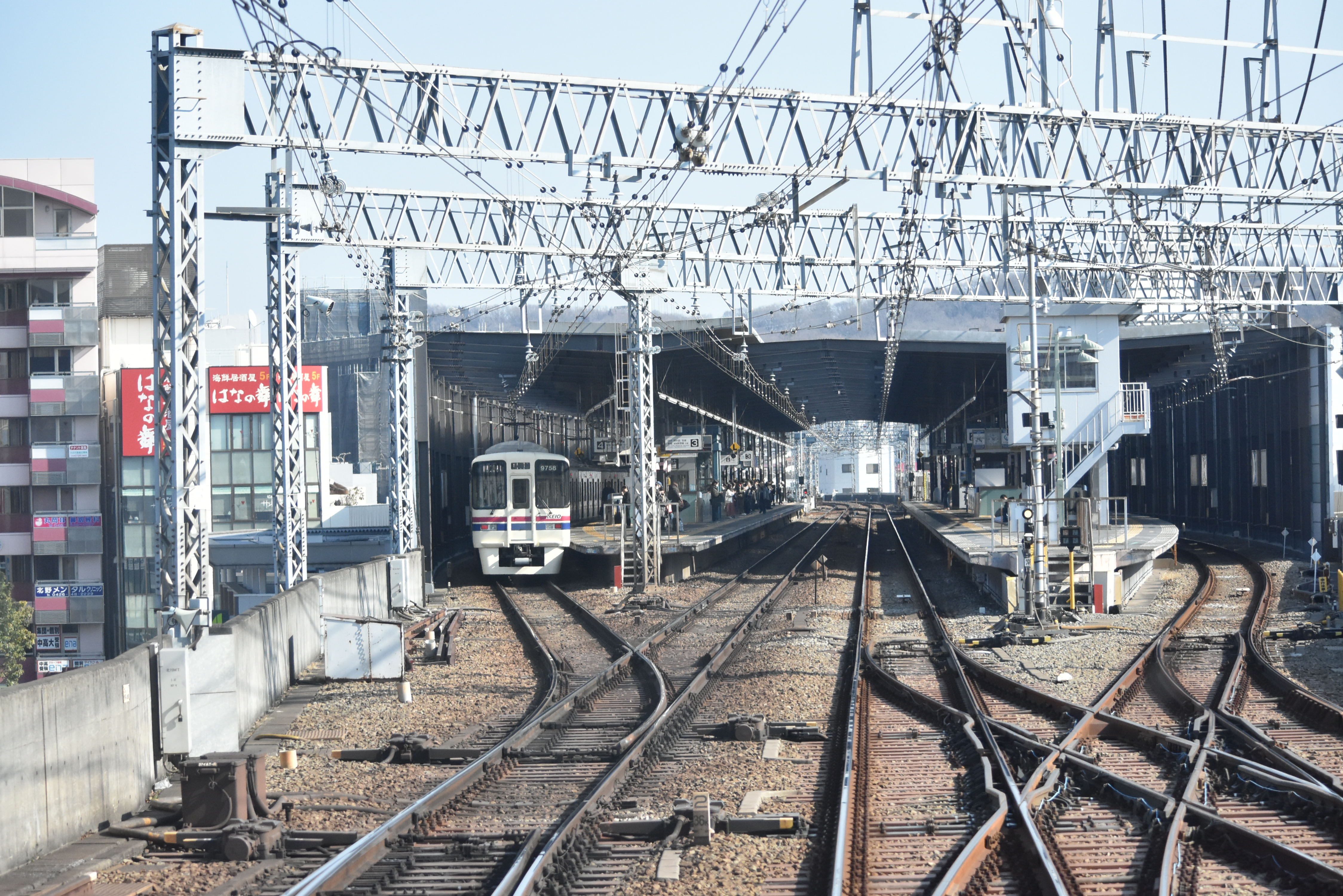
駅構内（2019年2月）
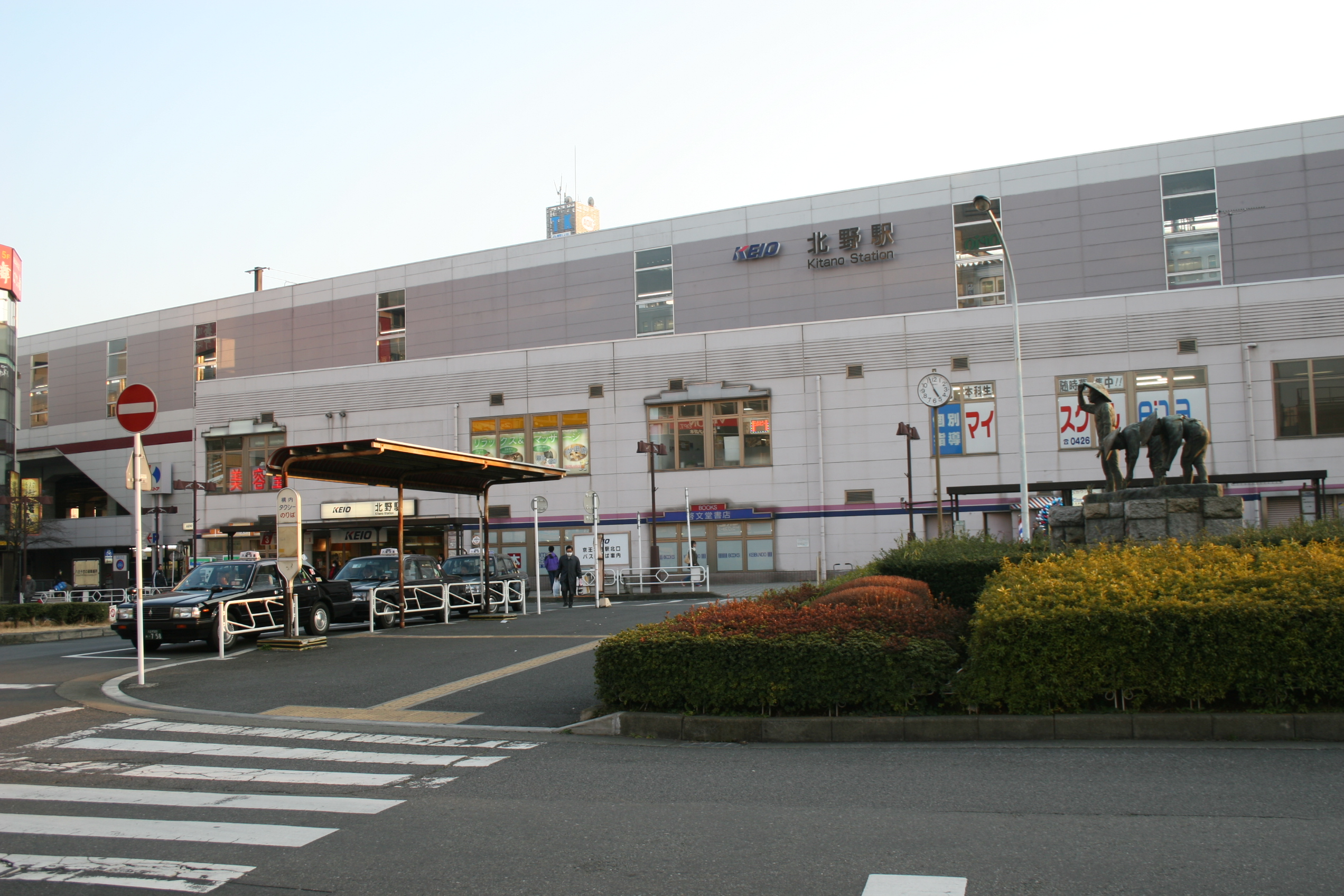
改装前の駅舎（2008年3月）
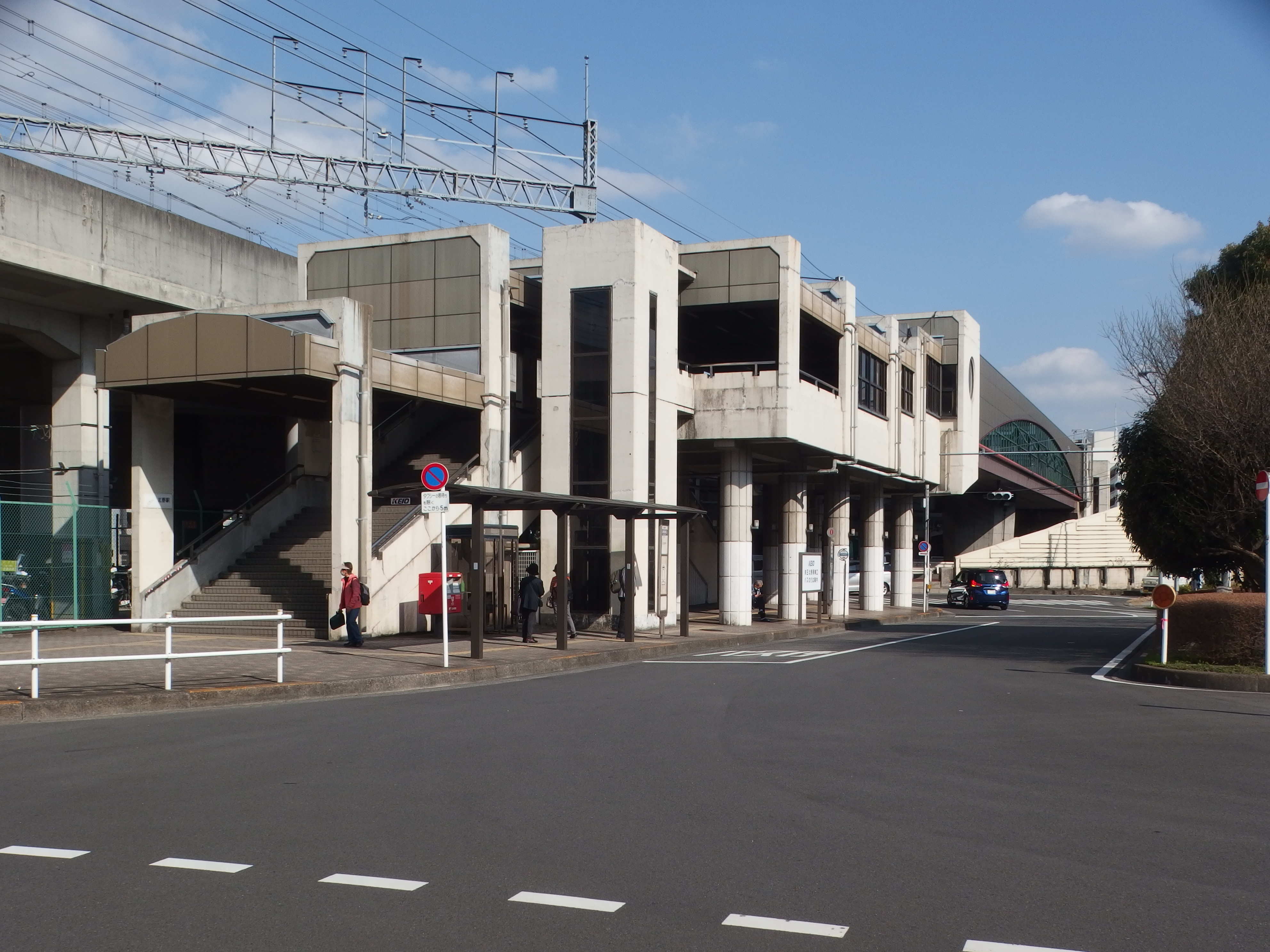
駅南口とバス停留所（2023年3月）

## 利用状況
2024年度（令和6年度）の1日平均乗降人員は20,488人である。
以前はハイキングコースとなっていた野猿峠への玄関口であったが、周辺の宅地開発により、乗降人員は年々増加を続けている。
近年の1日平均乗降・'乗車'人員の推移は以下の通り。
| 年度               | 1日平均 乗降人員 | 1日平均 乗車人員 | 出典     |
| ------------------ | ---------------- | ---------------- | -------- |
| 1955年（昭和30年） | 1,122            |                  |          |
| 1960年（昭和35年） | 1,892            |                  |          |
| 1965年（昭和40年） | 3,834            |                  |          |
| 1967年（昭和42年） | 4,344            |                  |          |
| 1970年（昭和45年） | 5,876            |                  |          |
| 1975年（昭和50年） | 8,116            |                  |          |
| 1980年（昭和55年） | 15,936           |                  |          |
| 1985年（昭和60年） | 17,720           |                  |          |
| 1990年（平成02年） | 19,381           | 9,351            | [ * 1 ]  |
| 1991年（平成03年） |                  | 9,615            | [ * 2 ]  |
| 1992年（平成04年） |                  | 9,671            | [ * 3 ]  |
| 1993年（平成05年） |                  | 9,858            | [ * 4 ]  |
| 1994年（平成06年） |                  | 9,868            | [ * 5 ]  |
| 1995年（平成07年） | 20,545           | 10,008           | [ * 6 ]  |
| 1996年（平成08年） |                  | 10,068           | [ * 7 ]  |
| 1997年（平成09年） |                  | 9,907            | [ * 8 ]  |
| 1998年（平成10年） |                  | 10,178           | [ * 9 ]  |
| 1999年（平成11年） |                  | 10,025           | [ * 10 ] |
| 2000年（平成12年） | 20,265           | 9,915            | [ * 11 ] |
| 2001年（平成13年） | 20,668           | 10,164           | [ * 12 ] |
| 2002年（平成14年） |                  | 10,255           | [ * 13 ] |
| 2003年（平成15年） | 21,128           | 10,383           | [ * 14 ] |
| 2004年（平成16年） | 21,056           | 10,392           | [ * 15 ] |
| 2005年（平成17年） | 21,469           | 10,493           | [ * 16 ] |
| 2006年（平成18年） | 21,771           | 10,510           | [ * 17 ] |
| 2007年（平成19年） | 22,564           | 11,079           | [ * 18 ] |
| 2008年（平成20年） | 22,812           | 14,134           | [ * 19 ] |
| 2009年（平成21年） | 22,510           | 11,115           | [ * 20 ] |
| 2010年（平成22年） | 22,530           | 11,148           | [ * 21 ] |
| 2011年（平成23年） | 22,145           | 10,978           | [ * 22 ] |
| 2012年（平成24年） | 22,186           | 11,008           | [ * 23 ] |
| 2013年（平成25年） | 22,440           | 11,142           | [ * 24 ] |
| 2014年（平成26年） | 22,081           | 10,959           | [ * 25 ] |
| 2015年（平成27年） | 22,357           | 11,074           | [ * 26 ] |
| 2016年（平成28年） | 22,645           | 11,238           | [ * 27 ] |
| 2017年（平成29年） | 23,011           | 11,416           | [ * 28 ] |
| 2018年（平成30年） | 23,099           | 11,468           | [ * 29 ] |
| 2019年（令和元年） | 23,006           | 11,413           | [ * 30 ] |
| 2020年（令和02年） | 16,924           | 8,419            | [ * 31 ] |
| 2021年（令和03年） | 18,307           | 9,173            | [ * 32 ] |
| 2022年（令和04年） | 19,438           | 9,745            | [ * 33 ] |
| 2023年（令和05年） | 20,230           | 10,167           | [ * 34 ] |
| 2024年（令和06年） | 20,488           |                  |          |

## 駅周辺

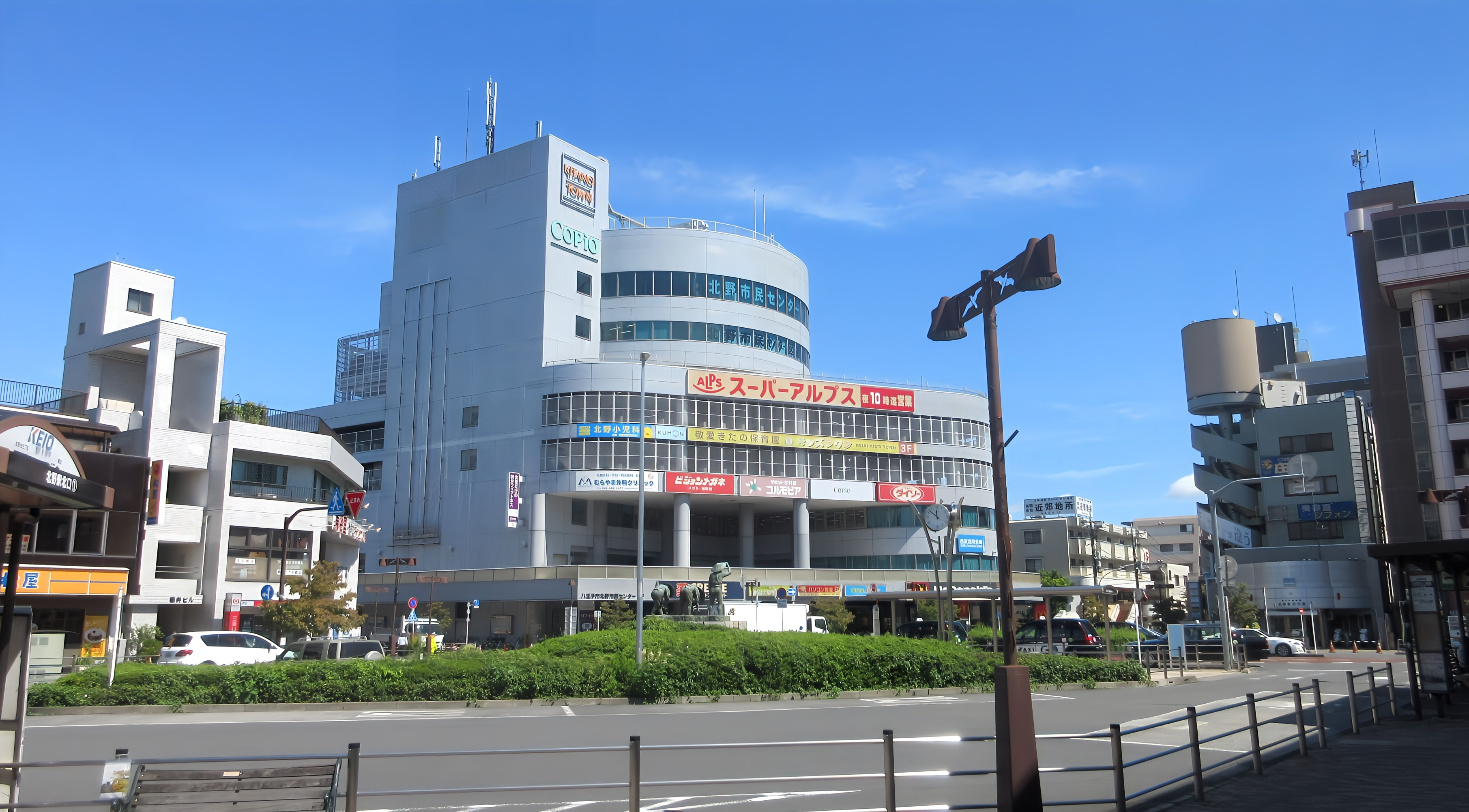
きたのタウンビル（北口）

駅周辺は八王子市南部の市街地であり、基本的には新興住宅地である。
- きたのタウンビル（北口）：商業施設部分は1988年（昭和63年）に忠実屋フランツ北野店の店舗として開業した。1994年（平成6年）に忠実屋がダイエーに吸収合併されたことによりダイエー北野店として営業していたが、ダイエー再建計画に基づき2005年（平成17年）11月30日に閉店し、その後スーパーアルプス、コルモピア、ダイソーなどの小売店が入居する「コピオ北野」となっている。
  - 西武信用金庫 北野支店
  - 八王子市北野市民センター
- 京王リトナード - 駅高架下商業施設
- 八王子市役所北野事務所（北口）
- 八王子北野郵便局（北口）
- スーパーオートバックス 八王子店（南口）
- コナミスポーツクラブ 本店八王子（南口）
- 国道16号（八王子バイパス）：連絡通路がバイパスを跨ぐ形となっている。
- 東京都道173号上館日野線（北野街道）
- 国土交通省関東地方整備局 相武国道事務所 八王子国道出張所
- 日本水産 八王子総合工場
- 八王子綜合卸売協同組合
- 八王子市立由井第一小学校
- 八王子市立打越中学校
- 北野天満社
- 京王メモリアル北野

### バス路線
京王バスの一般路線と八王子市コミュニティバス「はちバス」が発着する。一般路線の詳細は京王バス南大沢営業所を参照。

#### 北口
- 1番乗り場
  - [北10] 北野台五丁目・片倉台経由 西武北野台行
- 2番乗り場
  - [八65] 公園前経由 片倉台行
  - [八69] 公園前経由 八王子みなみ野駅行
- 3番乗り場
  - [北22] 南陽台経由 東京薬科大学行
  - [北03・八60] 殿ヶ谷戸経由 南大沢駅行（深夜バスあり）
  - [八61] 中山経由 南大沢駅行
- はちバス（八王子市・西東京バス委託）
  - [東部コース] 長沼駅行 / JR片倉駅行

#### 南口
- 0番乗り場（平日始発 - 9時頃まで使用。それ以降は北口より発車。）
  - [北06] 公園前経由 八王子みなみ野駅行
  - [北10] 北野台五丁目、片倉台経由 西武北野台行
  - [北21] 南陽台経由 東京薬科大学行
  - [北09] 京王堀之内駅行
- 1番乗り場
  - [八60・61・65・69] 八王子駅南口行
  - [北03・10・22] 北野駅北口行
- はちバス（八王子市・西東京バス委託）
  - [東部コース] 長沼駅行 / JR片倉駅行

## 付記
- 駅周辺は、八王子市および八王子警察署の「違法駐車取り締まり重点地域」に指定されている。
- 高架化前は2面2線の京王線ホームと、その京王八王子方面ホームの端に高尾線折返し用ホームが1線ある2面3線構造であった[18]。また、2つのホームは構内踏切で結ばれていた[18]。
- 高架化当初は当駅構内が単線で、1番線が下り（京王八王子・高尾山口方面）、2番線が上り（新宿方面）乗り場であったが、2番線は下り特急も通過していた。そのため2番線には両方向より通過列車が来る旨の注意書きがあった。

## 隣の駅
京王電鉄
- □「京王ライナー」停車駅（上りは乗車のみ）

 京王線
■特急・■急行
高幡不動駅 (KO29) - 北野駅 (KO33) - 京王八王子駅 (KO34)
■区間急行（上りのみ運転）・■快速（当駅 - 京王八王子間での定期列車の設定なし）・■各駅停車
長沼駅 (KO32) - 北野駅 (KO33) - 京王八王子駅 (KO34)
 高尾線
- □「Mt.TAKAO号」停車駅（上りのみ乗車可）

■急行（高尾線急行は平日上り朝3本のみ）
高幡不動駅（京王線）(KO29) ← 北野駅 (KO33) ← めじろ台駅 (KO50)
■特急（京王片倉方当駅より各駅に停車）
高幡不動駅（京王線）(KO29) - 北野駅 (KO33) - 京王片倉駅 (KO48)
■区間急行（高尾線での定期列車の設定なし）・■快速（平日下りのみ運転）・■各駅停車
長沼駅（京王線）(KO32) - 北野駅 (KO33) - 京王片倉駅 (KO48)